# 켄트 맥코드

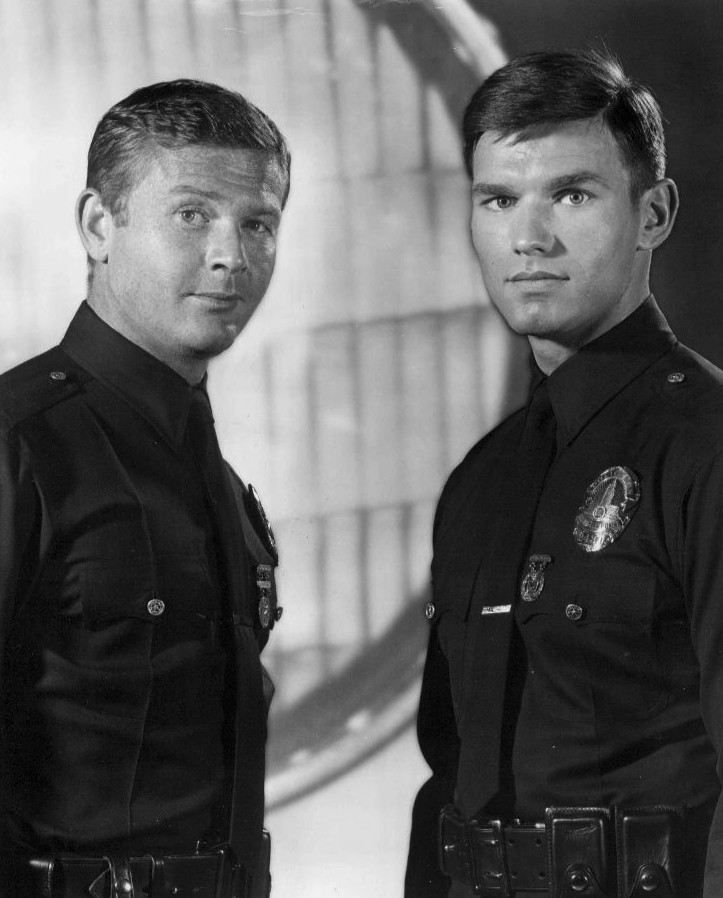

켄트 맥코드(Kent McCord, 1942년 9월 26일 ~ )는 미국의 배우, 텔레비전 배우, 영화배우, 각본가, 노동운동가이다.
로스앤젤레스에서 태어났다.

## 방송
- 레니게이드
- 제12순찰대

## 영화
- 타이드 오브 워 (2005년)
- 파스케이프 (1999년)
- 둠즈데이 락 (1997년)
- 패시픽 블루 (1996년)
- 라스트 리벤저 (1995년)
- 위험한 약속 (1994년)
- 바탈리언 3 (1993년) - Col. 존 리이놀즈 역
- 크리미널 인텐트 (1992년)
- 레니게이드 (1992년)
- 프레데터 2 (1990년) - Captain B. 필그림 역
- 내쉬빌 비트 (1989년)
- 에어플레인 2 (1982년)
- 베틀스타 갤럭티카 3 (1980년)
- 배틀스타 갤럭티카 - 1980년 TV 시리즈 (1980년)
- 119 구조대 (1972년)
- 제12순찰대 (1968년)
- 사건비화 (1967년)
- 걸 해피 (1965년)
- 사고뭉치 간호조무사 (1964년)
- 키싱 코즌 (1964년)
- 비바 라스베가스 (1964년)